# Corporate Air
Xem thêm: Corporate Air (Philippines), 1 hãng hàng không có căn cứ ở Manila, Philippines
Corporate Air (mã ICAO = CPT) là hãng hàng không vận chuyển hàng hóa của Hoa Kỳ, trụ sở ở Billings, Montana. Căn cứ chính của hãng ở Sân bay quốc tế Billings Logan.

## Lịch sử
Corporate Air được thành lập và bắt đầu hoạt động từ năm 1981. Hãng có các tuyến đường vận chuyển hàng hóa trong nước và chở hàng cho FedEx Express.

## Đội máy bay
(Tháng 3/2007):
- 5 Raytheon Beech 1900C Airliner
- 1 Raytheon Beech King Air 200
- 1 De Havilland Canada DHC-6 Twin Otter Series 300
- 4 Cessna 208 Caravan
- 37 Cessna Caravan 675
- 5 Embraer EMB 120RT Brasilia
- 3 Shorts 330-100

### Máy bay ngưng hoạt động
- 1 Dornier 228-212 (tháng 1/2005)